# Деге
31°49′00″ пн. ш. 98°40′00″ сх. д. / 31.816666666667° пн. ш. 98.666666666667° сх. д.
Деге (кит. 德格县, пін. Dégé Xiàn, трансліт. Dêgê) — один із повітів КНР у складі Гарцзе-Тибетської автономної префектури, провінція Сичуань. Адміністративний центр — містечко Шамбала.

## Географія
Деге у середньому лежить на висоті близько 4235 метрів над рівнем моря (перепад висот у діапазоні від 2980 до 6168 метрів над рівнем моря) у горах Чолашань і долині Ялунцзяну. Західним кордоном повіту слугує річка Цзіньша.

### Клімат
Повіт знаходиться у зоні, котра характеризується вологим континентальним кліматом з теплим літом. Найтепліший місяць — липень із середньою температурою 15 °C. Найхолодніший місяць — грудень, із середньою температурою -1,8 °С.
| Клімат повіту Деге                                 | Клімат повіту Деге | Клімат повіту Деге | Клімат повіту Деге | Клімат повіту Деге | Клімат повіту Деге | Клімат повіту Деге | Клімат повіту Деге | Клімат повіту Деге | Клімат повіту Деге | Клімат повіту Деге | Клімат повіту Деге | Клімат повіту Деге | Клімат повіту Деге |
| Показник                                           | Січ.               | Лют.               | Бер.               | Квіт.              | Трав.              | Черв.              | Лип.               | Серп.              | Вер.               | Жовт.              | Лист.              | Груд.              | Рік                |
| Середній максимум, °C                              | 7,8                | 10                 | 12,6               | 16,9               | 19,5               | 21,8               | 23,1               | 23                 | 20,6               | 16,2               | 12,2               | 8,5                | 15,9               |
| Середня температура, °C                            | −1,8               | 1                  | 4,2                | 7,6                | 11,1               | 13,8               | 15                 | 14,5               | 12,1               | 7,4                | 2,3                | −1,6               | 7,1                |
| Середній мінімум, °C                               | −8,5               | −5,7               | −2,2               | 1,3                | 5                  | 8,6                | 9,9                | 9,4                | 7,2                | 2                  | −4                 | −8,1               | 1,2                |
| Норма опадів, мм                                   | 1.8                | 4.2                | 13.2               | 28.5               | 60.6               | 134.3              | 135.8              | 116.6              | 107                | 37.2               | 6.2                | 1.6                | 647                |
| Вологість повітря, %                               | 33                 | 35                 | 41                 | 49                 | 55                 | 66                 | 69                 | 69                 | 71                 | 63                 | 45                 | 37                 | 53                 |
| -------------------------------------------------- | ------------------ | ------------------ | ------------------ | ------------------ | ------------------ | ------------------ | ------------------ | ------------------ | ------------------ | ------------------ | ------------------ | ------------------ | ------------------ |
| Джерело: Дані метеостанції №56144 (КНР, 1991-2020) |                    |                    |                    |                    |                    |                    |                    |                    |                    |                    |                    |                    |                    |